# Edmore (Míchigan)
Edmore es una villa ubicada en el condado de Montcalm en el estado estadounidense de Míchigan. En el Censo de 2010 tenía una población de 1201 habitantes y una densidad poblacional de 306,69 personas por km².

## Geografía
Edmore se encuentra ubicada en las coordenadas 43°24′27″N 85°2′11″O / 43.40750, -85.03639. Según la Oficina del Censo de los Estados Unidos, Edmore tiene una superficie total de 3.92 km², de la cual 3.92 km² corresponden a tierra firme y (0%) 0 km² es agua.

## Demografía
Según el censo de 2010, había 1201 personas residiendo en Edmore. La densidad de población era de 306,69 hab./km². De los 1201 habitantes, Edmore estaba compuesto por el 94.92% blancos, el 0.5% eran afroamericanos, el 0.5% eran amerindios, el 0.17% eran asiáticos, el 0% eran isleños del Pacífico, el 0.92% eran de otras razas y el 3% pertenecían a dos o más razas. Del total de la población el 4.08% eran hispanos o latinos de cualquier raza.